# 1790
Năm 1790 (MDCCXC) là một năm thường bắt đầu vào thứ sáu theo lịch Gregory (hoặc năm thường bắt đầu vào thứ ba
 theo lịch Julius chậm hơn 11 ngày).

## Mất
- 17 tháng 7 - Adam Smith (sinh 1723)